# Deborah Mailman
Deborah Mailman (1972. július 14.) ausztrál színésznő. Ő volt az első olyan őslakos színész, aki elnyerte az Ausztrál Filmalap legjobb színésznőjének járó díját és eljátszotta Kelly szerepét a nagy sikerű ausztrál televíziós sorozatban, a Titkos életünk-ben.
Deborah Mont Isában nőtt fel Queensland északi részén és ő a legfiatalabb Wally, a kiváló rodeós és Jane Mailman öt gyermeke közül. Ausztrál bennszülött és maori vér is csörgedezik ereiben. Diplomáját a Queenslandi Műszaki Egyetem Művészeti Akadémiáján szerezte 1992-ben.
Eljátszotta Kate szerepét a LaBote Színház egyik produkciójában, A makrancos hölgy című Shakespeare-műben 1994-ben.
AFI-díját Nona szerepéért kapta a Radiance című ausztrál független filmalkotásában 1998-ban, és innentől kezdve Ausztrália legkiválóbb helyi színészei közé tartozik, különösen a Titkos életünkben játszott főszerepe miatt.
Jelenleg egy négyrészes televíziós dokumentumfilm-sorozatban, a Going Bush-ban vállalt szerepet Cathy Freeman oldalán, amelyben a páros egy utazásra indul Broome-ból Arnhem földjére, hogy útjuk során megismerkedjenek az ott élő bennszülött lakossággal.
Szintén feltűnik a Rabbit-Proof-Fence című filmben.
Mailman társa jelenleg a reklámcég-igazgató Matthew Coonan. Fiuk, Henry Walter Mailman Coonan 2007 januárjában született.